# Relais 4 × 1 500 mètres
Le relais 4 × 1 500 m est une épreuve d'athlétisme courue uniquement en meeting. Le record du monde masculin est détenu par l'équipe du Kenya en 14 min 22 s 22, performance réalisée par Collins Cheboi, Silas Kiplagat, James Kiplagat Magut et Asbel Kiprop le 25 mai 2014 lors des Relais mondiaux de l'IAAF 2014 aux Bahamas.

## Records

### Records du monde
| Genre | Performance    | Pays       | Athlètes                                                        | Date            | Lieu     |
| ----- | -------------- | ---------- | --------------------------------------------------------------- | --------------- | -------- |
| M     | 14 min 22 s 22 | Kenya      | Collins Cheboi Silas Kiplagat James Kiplagat Magut Asbel Kiprop | 25 mai 2014     | Nassau   |
| F     | 16 min 27 s 02 | États-Unis | Colleen Quigley Elise Cranny Karissa Schweizer Shelby Houlihan  | 31 juillet 2020 | Portland |

### Records continentaux
|                                                           | Hommes (au 6 décembre 2015) | Hommes (au 6 décembre 2015) | Femmes (au 1er juin 2024) | Femmes (au 1er juin 2024) |
| Continent                                                 | Temps                       | Pays                        | Temps                     | Pays                      |
| Afrique (records)                                         | 14 min 22 s 22              | Kenya                       | 16 min 33 s 58            | Kenya                     |
| Asie (records)                                            | 15 min 10 s 77              | Qatar                       | 18 min 31 s 18            | Japon                     |
| Europe (records)                                          | 14 min 38 s 8               | Allemagne de l'Ouest        | 17 min 19 s 09            | Irlande                   |
| Amérique du Nord, Amérique centrale et Caraïbes (records) | 14 min 40 s 80              | États-Unis                  | 16 min 27 s 02            | États-Unis                |
| Océanie (records)                                         | 14 min 40 s 4               | Nouvelle-Zélande            | 17 min 8 s 65             | Australie                 |
| Amérique du Sud (records)                                 |                             |                             |                           |                           |